# Exorista rendina
Exorista rendina is een vliegensoort uit de familie van de sluipvliegen (Tachinidae). De wetenschappelijke naam van de soort is voor het eerst geldig gepubliceerd in 1975 door Benno Herting. De soort is genoemd naar de vindplaats van het type: Rendina in Chalcidice, Griekenland (dit is de deelgemeente Rentina van Volvi).